# International Championship
L'International Championship è un torneo di snooker valido per il Ranking che si disputa dal 2012 in Cina.

## Storia
Il primo evento di questo torneo è stato disputato nel novembre 2012 a Chengdu in Cina con vittoria dell'inglese Judd Trump sull'australiano Neil Robertson.
Dal 2015 è Daqing la location in cui si svolge l'International Championship.
L'anno dopo Mark Selby ottenne il successo con il maggior numero di frames di distacco (9), nella vittoria 10-1 contro il giocatore di casa Ding Junhui.
Nell'edizione 2019 il torneo si è disputato ad agosto per la prima volta.

## Albo d'oro
| Anno | Vincitore    | Finalista      | Risultato | Stagione  | Chengdu |
| ---- | ------------ | -------------- | --------- | --------- | ------- |
| 2012 | Judd Trump   | Neil Robertson | 10 - 8    | 2012-2013 | Chengdu |
| 2013 | Ding Junhui  | Marco Fu       | 10 - 9    | 2013-2014 | Chengdu |
| 2014 | Ricky Walden | Mark Allen     | 10 - 7    | 2014-2015 | Chengdu |
| 2015 | John Higgins | David Gilbert  | 10 - 5    | 2015-2016 | Daqing  |
| 2016 | Mark Selby   | Ding Junhui    | 10 - 1    | 2016-2017 | Daqing  |
| 2017 | Mark Selby   | Mark Allen     | 10 - 7    | 2017-2018 | Daqing  |
| 2018 | Mark Allen   | Neil Robertson | 10 - 5    | 2018-2019 | Daqing  |
| 2019 | Judd Trump   | Shaun Murphy   | 10 - 3    | 2019-2020 | Daqing  |

## Finalisti[2]
| N° | Giocatore      | Vittorie | Finali perse | Totale |
| -- | -------------- | -------- | ------------ | ------ |
| 1  | Mark Allen     | 1        | 2            | 3      |
| 2  | Mark Selby     | 2        | 0            | 2      |
| 3  | Judd Trump     | 2        | 0            | 2      |
| 4  | Ding Junhui    | 1        | 1            | 2      |
| 5  | Neil Robertson | 0        | 2            | 2      |
| 6  | Ricky Walden   | 1        | 0            | 1      |
| 7  | John Higgins   | 1        | 0            | 1      |
| 8  | Marco Fu       | 0        | 1            | 1      |
| 9  | David Gilbert  | 0        | 1            | 1      |
| 10 | Shaun Murphy   | 0        | 1            | 1      |

## Finalisti per nazione
| N° | Nazione          | Vittorie | Finali perse | Totale |
| -- | ---------------- | -------- | ------------ | ------ |
| 1  | Inghilterra      | 5        | 2            | 7      |
| 2  | Irlanda del Nord | 1        | 2            | 3      |
| 3  | Cina             | 1        | 1            | 2      |
| 4  | Australia        | 0        | 2            | 2      |
| 5  | Scozia           | 1        | 0            | 1      |
| 6  | Hong Kong        | 0        | 1            | 1      |